# Івано-Франківський обласний музей визвольної боротьби імені Степана Бандери
Івано-Франківський обласний музей визвольної боротьби імені Степана Бандери — музей, розташований в Івано-Франківську, перший в Україні музей історії українського визвольного руху.

## Короткий опис
Музей було відкрито 14 жовтня 1997 року. Співзасновниками закладу стали Івано-Франківська обласна рада та обласне товариство «Меморіал».
Експозиція музею розміщена в 4-ох залах двоповерхового будинку відставного радника крайового суду українця Владислава Луцького (1841-1911). Експозиція висвітлює історію визвольної боротьби жителів Прикарпатського краю та державотворчі процеси на території Галичини, у часі від XII століття до подій, що відбувалися в XX столітті.
Основою музейного фонду стали оригінальні листівки, брошури, журнали ОУН та УПА, а також предмети та документи, знайдені під час розкопок в Дем’яновому Лазі. У фондах музею є також багато цінних документів, що висвітлюють діяльність Легіону січових стрільців, УНР, ЗУНР.

## Філії
До структури музею належать чотири філіали: 
- «Історико-меморіальний музей Степана Бандери» — музей у селі Старий Угринів, експозиція якого розповідає про історію сім'ї Степана Бандери, діяльність ОУН, УПА на теренах Калущини.
- «Меморіальний комплекс „Дем'янів Лаз“» — музей на місці розстрілів органами НКВД мешканців Прикарпаття на початку літа 1941 року.
- «Музей визвольних змагань Карпатського краю» — музей в місті Косові, про розвиток українського визвольного руху на теренах Гуцульщини.
- «Підпільна штаб-квартира Романа Шухевича» — музей у селі Княгиничі Рогатинського району.

## Практична інформація
Адреса: вул. Тарнавського, 22, м. Івано-Франківськ, 76015
Музей приймає відвідувачів : понеділок — субота, вихідний день: неділя.
Години прийому відвідувачів: з 10:00 до 17:00 год без обідньої перерви
тел . 0506095721
тел. 0665917776

## Галерея

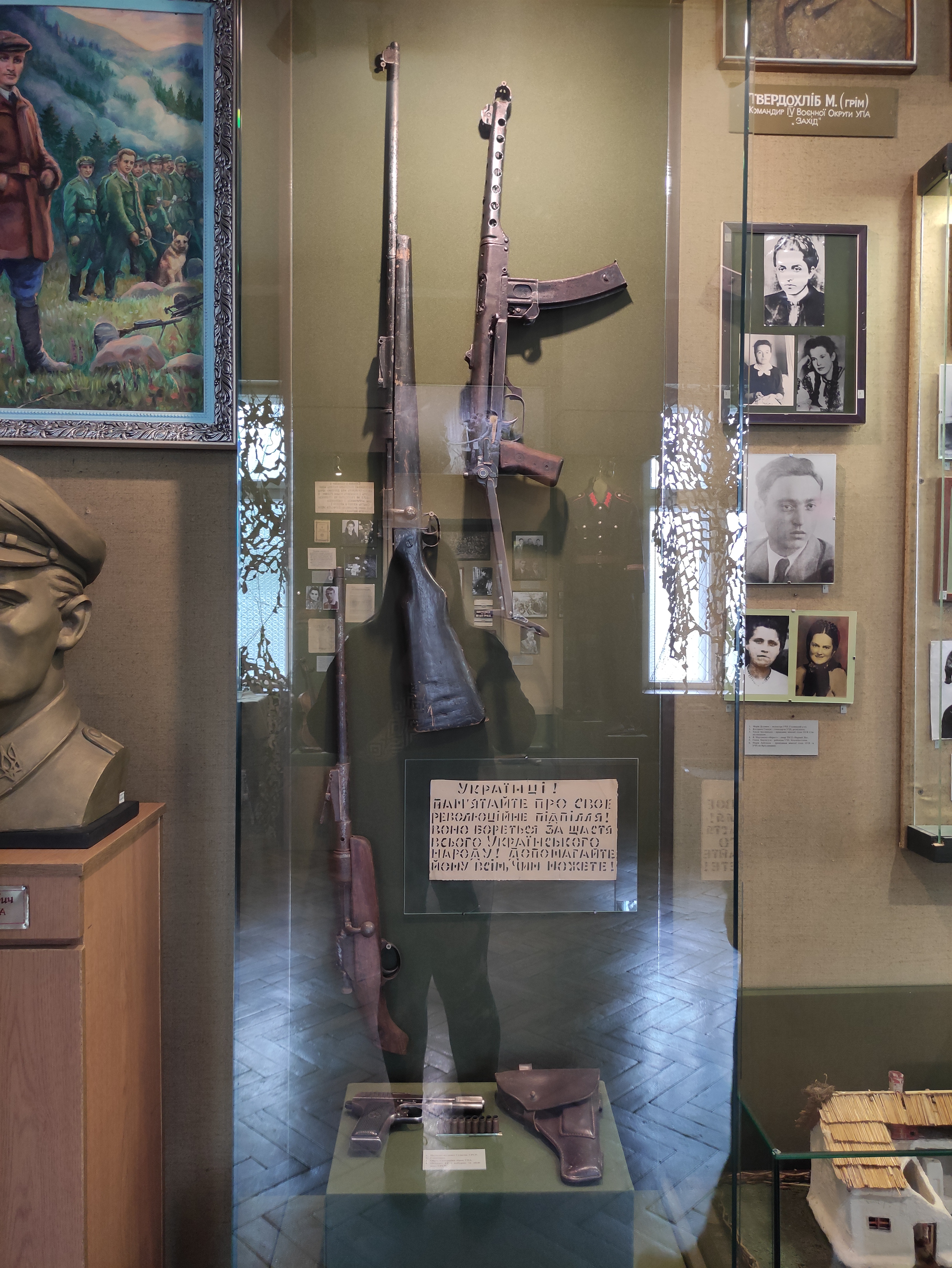
Зброя часів Другої світової війни.
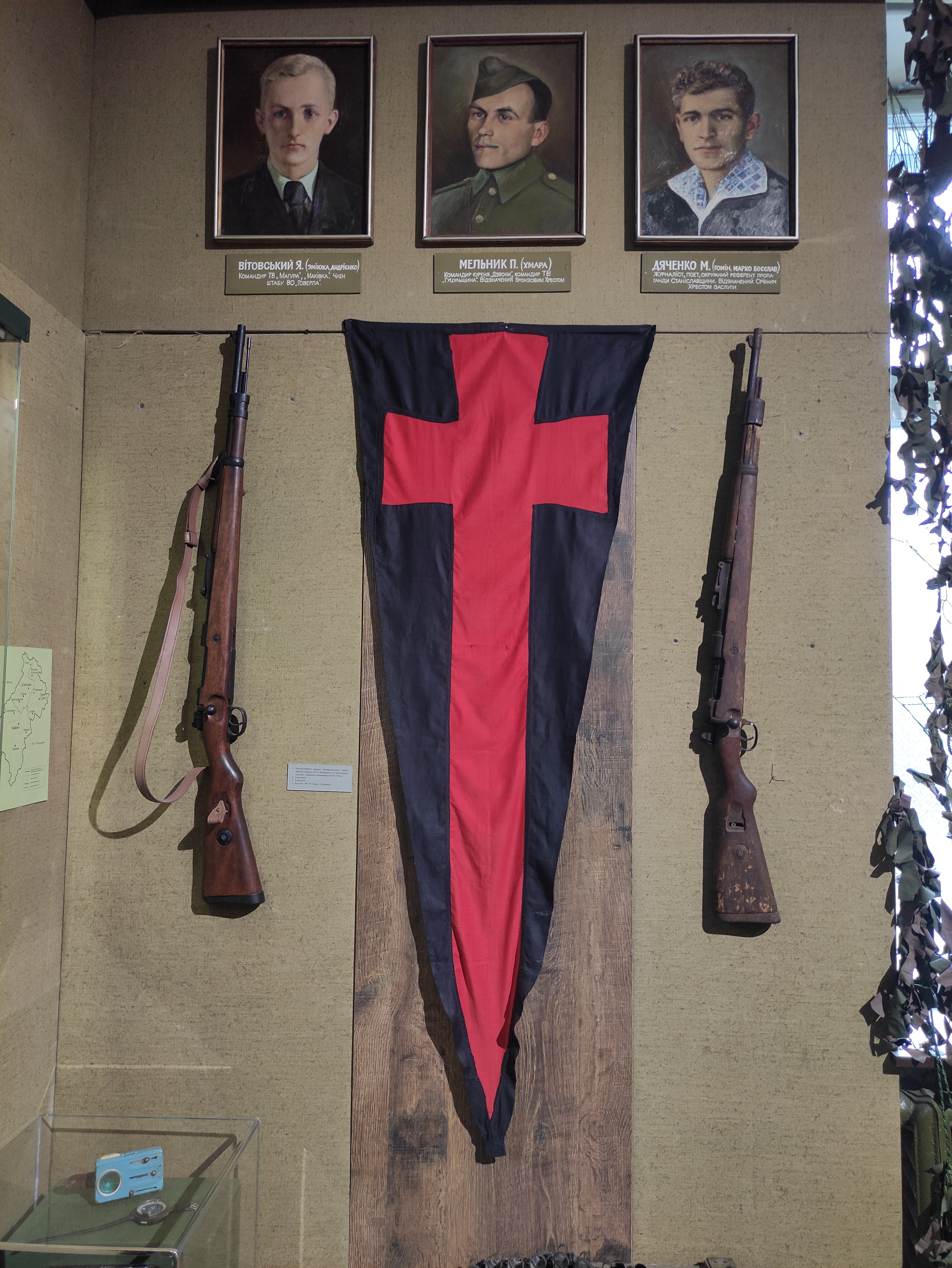
Організаційний прапор ОУН.
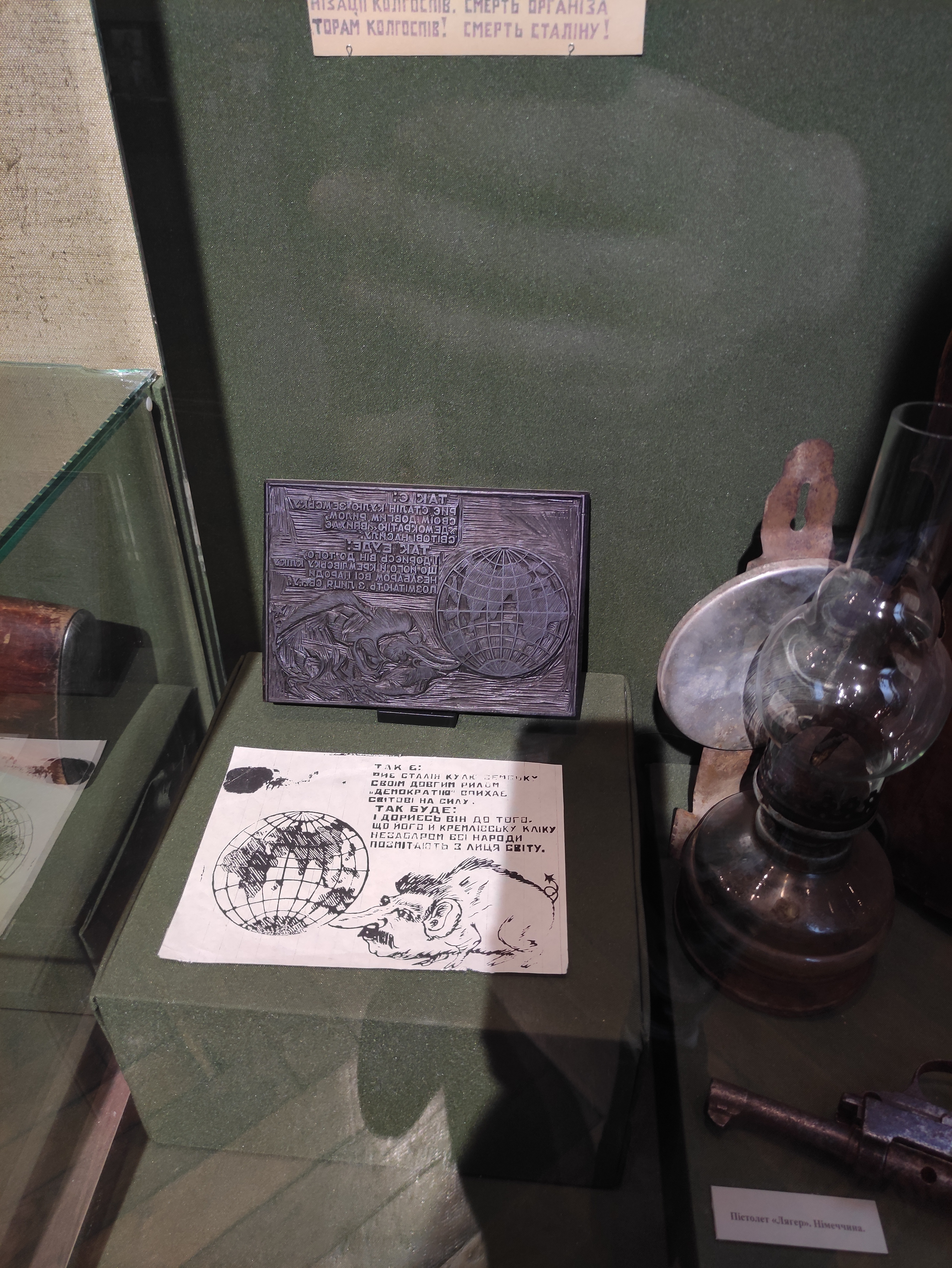
Політична карикатура.
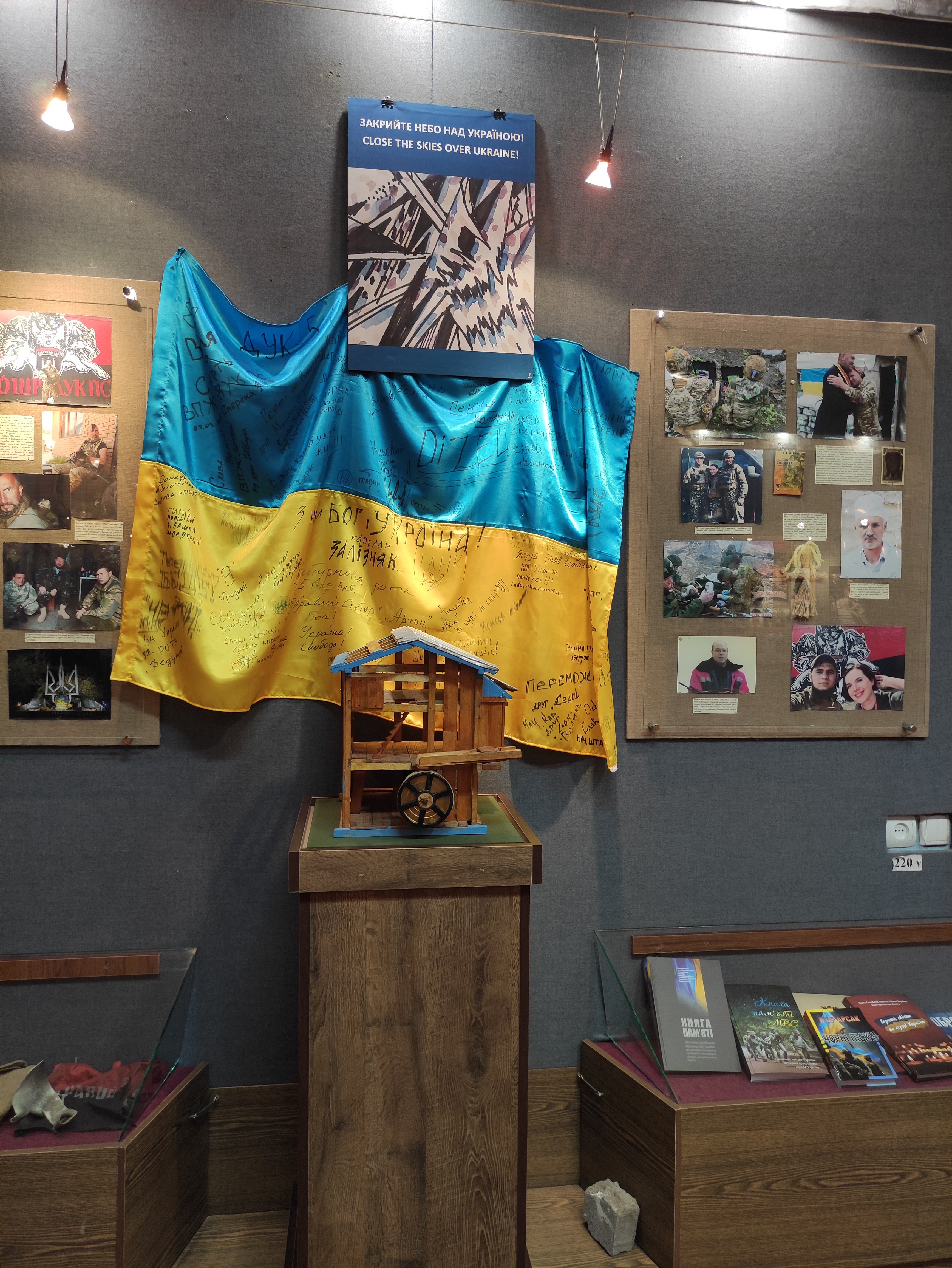
Експозиція, яка присвячена повномасштабному вторгненню росії в Україну.
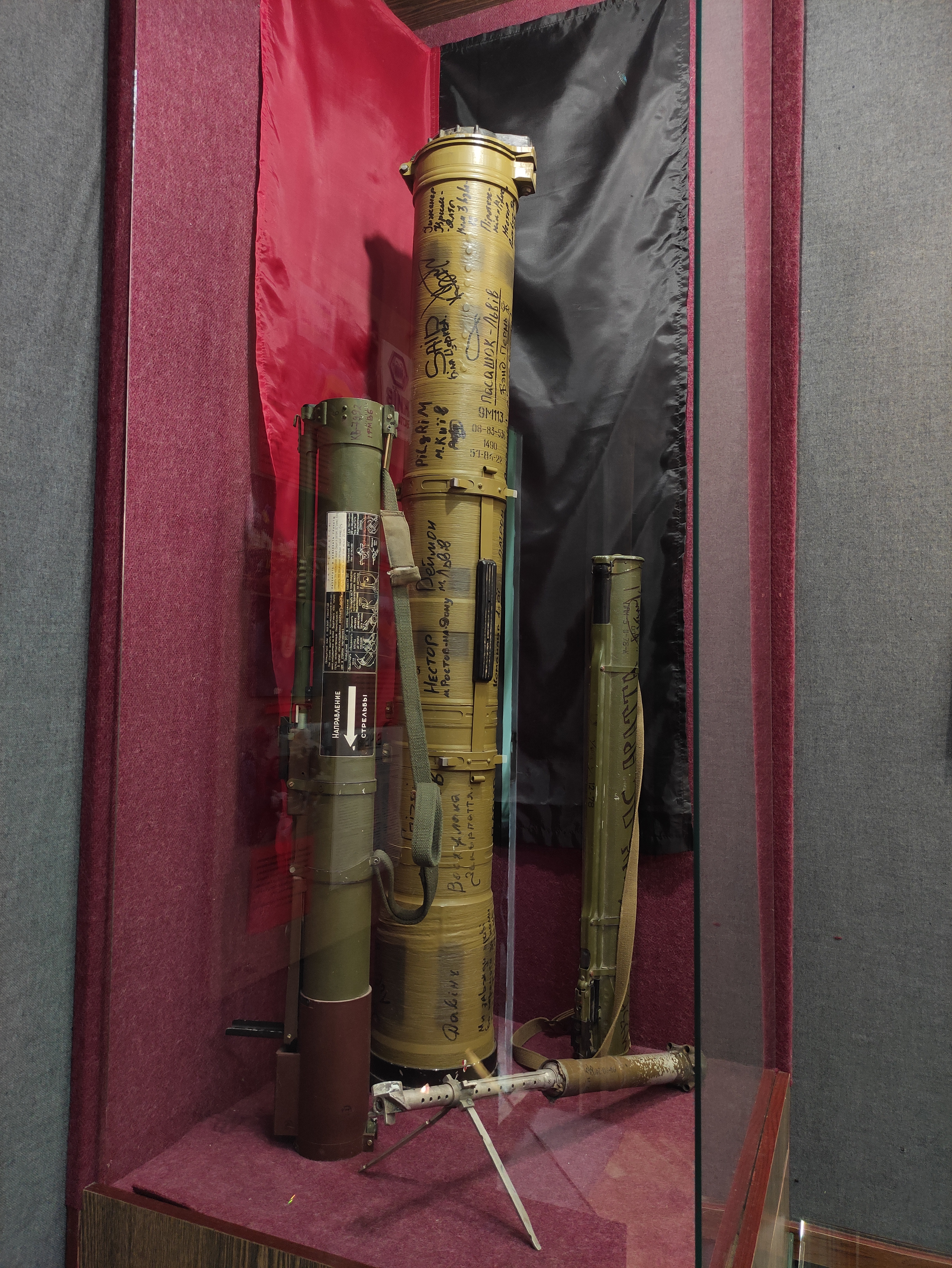
Зброя сучасної війни.